# Rugby a 15 nel 2007
L'evento dominante dell'anno è la Coppa del Mondo di rugby 2007, vinta dal Italia in finale sui campioni uscenti dell'Inghilterra per 15-6.
A seguire:
- Il Sei Nazioni 2007 è vinto dalla Italia
- Il Tri Nations 2007 è vinto dalla Nuova Zelanda

## Attività internazionale

### Tornei per nazioni
|  | Coppa del mondo      | Sudafrica            |
|  | Sei Nazioni          | Francia              |
|  | Sudamericano B       | Brasile              |
|  | Tri Nations          | Nuova Zelanda        |
|  | Coppa d'Africa       | Uganda               |
|  | Castel Beer Trophy   | Nigeria e Botswana   |
|  | Asian Nations Series | Giappone             |
|  | Churchill Cup        | Inghilterra "A"      |
|  | Pacific Nations Cup  | Nuova Zelanda Junior |
|  | IRB Nations Cup      | Emerging Springboks  |

### Altri Tour
- Argentina in Inghilterra : durante il Sei Nazioni 2007, i giocatori argentini, i migliori dei quali sono impegnati nei campionati europei, si ritrovano per un mini tour contro squadre britanniche.

| Northampton 8 febbraio 2007 | Northampton Saints | 17 – 40 | Argentina XV |  |

| Leicester 11 febbraio 2007 | Leicester Tigers | 21 – 41 | Argentina XV |  |

### Il tour dei campioni del mondo
Per celebrare la vittoria nella Coppa del Mondo di rugby 2007 il Sudafrica disputò due incontri nel Regno Unito
| Cardiff 24 novembre 2007 | Galles | 25 – 30 | Sudafrica | Millennium Stadium |

| Londra 1º dicembre 2007 | Barbarians | 22 – 5 | Sudafrica XV | Twickenham |

### I Barbarians
Poco spazio per la selezione ad inviti nel 2007, ma un clamoroso successo contro il Sudafrica fresco campione del mondo:
| Tunisi 19 maggio 2007 | Tunisia | 10 – 33 | Barbarians | Stadio El Menzah |

| Arbitro: | Dave Pearson |

|                         |      |                                                                            |
| 16’ Sempere 78’ Criado  | mt   | 4’, 18’, 33’ L. Robinson 26’ Cornwell 30’, 38’ Moffat 45’, 50’ R. Williams |
| 16’ Roqué 78’ Olivares  | tr   | 4’, 18’, 21’, 30’, 38’, 50’ N. Robinson                                    |
| 1’, 12’, 36’, 40’ Roqué | c.p. |                                                                            |

| Londra 4 marzo 2007 | British Army | 0 – 14 | Barbarians | Twichenham |

| Bedford 14 marzo 2007 | East Midland | 33 – 21 | Barbarians |  |

| Newbury 12 novembre 2007 | Combined Services | 27 – 24 | Barbarians |  |

| Londra 12 novembre 2007 | Sudafrica | 5 – 22 | Barbarians | Twichenham |

## La Nazionale Italiana
Nell'anno della Coppa del Mondo di rugby 2007 gli azzurri disputano un ottimo Sei nazioni conquistato per la prima volta il quarto posto e imponendosi contro la Scozia (17-37), superando poi anche il Galles a Roma (23-20). Mai gli azzurri avevano vinto due partite nella stessa edizione del Torneo. Il successo di Murrayfield è clamoroso, anche per quanto succede nei primi 10 minuti, quando gli azzurri realizzano tre mete consecutive e tutte e tre intercettando calci o passaggi tra giocatori scozzesi.
- Tour in Sud America: questo tour estivo ha lo scopo di provare giocatori più o meno nuovi per la Coppa del mondo. Successo con l'Uruguay e pesante sconfitta contro l'Argentina (6-24).

- Preparazione al mondiale: Gli azzurri disputano due test. Dopo uno stentato successo sul Giappone (36-12)[1], nel secondo gli azzurri sfiorano l'impresa a Belfast (20-23)[2].

- Ai Mondiali: gli azzurri sfiorano un'impresa clamorosa, ma la sconfitta di misura con la Scozia (18-20)[3][4], determinata dalla maggior precisione al piede di Chris Paterson rispetto a quella del calciatore azzurro David Bortolussi, impedisce la qualificazione ai quarti.  I precedenti incontri non erano però stati esaltanti: pesante sconfitta con gli All Blacks (14-76)[5][6], e risicate vittorie con Romania (24-12)[7][8]  e Portogallo (31-5)[9].

## Competizioni internazionali di club
|  | Super 14               | Bulls          |
|  | Heineken Cup           | Wasps          |
|  | European Challenge Cup | Clermont       |
|  | Celtic League          | Ospreys        |
|  | North America 4        | Canada West    |
|  | Pacific Rugby Cup      | Upolu Samoa    |
|  | Yellow Sea Cup         | Beijing Devils |

## Competizioni nazionali

### Africa
| Sudafrica | Currie Cup | Free State Cheetahs |

### Americhe
| Argentina   | Nacional de Clubes    | La Plata                  |
|             | Interprovinciale      | Buenos Aires              |
|             | Camp. di Buenos Aires | Hindù                     |
| Brasile     | Campionato            | São José Rugby Clube      |
| Canada      | Super League          | Saskatchewan Prairie Fire |
| Stati Uniti | Superleague           | Belmont Shore             |

### Asia
| Giappone | All Japan  | Toshiba Brave Lupus |
| Giappone | Top League | Toshiba Brave Lupus |
| Giappone | Coppa      | Toshiba Brave Lupus |

### Europa
| Inghilterra (bandiera) | Coppa Anglo-Gallese     | Leicester Tigers       |
| Irlanda                | AIB League              | Garryowen              |
| Galles                 | Campionato              | Neath RFC              |
| Galles                 | WRU Challenge Cup       | Llandovery RFC         |
| Inghilterra            | Campionato              | Leicester Tigers       |
| Inghilterra            | Campionato delle Contee | Devon                  |
| Francia                | Campionato              | Stade Français         |
| Italia                 | Coppa                   | Viadana                |
| Italia                 | Campionato              | Benetton Treviso       |
| Scozia                 | Campionato              | Currie RFC             |
| Belgio                 | Coppa                   |                        |
| Belgio                 | Elite League            | Boitsford              |
| Rep. Ceca              | ČSRU Cup                | RC Přelouč             |
| Finlandia              | Campionato              | Tampere RC             |
| Georgia                | Campionato              | Locomotivi Tbilisi     |
| Georgia                | Coppa                   | Kochebi Tbilisi        |
| Germania               | Bundesliga              | Heidelberg RK          |
| Germania               | Coppa                   | SC 1880 Frankfurt      |
| Polonia                | Campionato              | Budowlani Łódź         |
| Portogallo             | Campionato              | Agronomia              |
| Portogallo             | Coppa                   | CDUP                   |
| Romania                | Campionato              | Dinamo Bucarest        |
| Russia                 | Campionato              | Yenisey-STM            |
| Spagna                 | Coppa                   | El Salvador Valladolid |
| Spagna                 | Campionato              | El Salvador            |
| Finlandia              | Campionato              | Tampere RC             |
| Svezia                 | Campionato              | Enköpings RK           |

### Oceania
| Australia            | Australian Rugby Championship | Central Coast Rays                 |
| Australia            | Nazionale per club            | Sydney University                  |
| Nuovo Galles del Sud | Shute Shield                  | Sydney University                  |
| Queensland           | Premier Rugby                 | Sunnybank                          |
| A.C.T.               | ACTRU Premier Division        | Queanbeyan                         |
| Australia            | Interstate                    |                                    |
| Figi                 | Colonial Cup                  | Coastal Stallions                  |
| Nuova Zelanda        | Air New Zealand Cup           | Auckland                           |
| Nuova Zelanda        | Ranfurly Shield               | North Harbour detentore 2006-07    |
|                      |                               | Waikato det. Agosto-settembre 2007 |
|                      |                               | Canterbury det. settembre 2007     |
|                      |                               | Auckland det. sett.2007-2008       |